# La Marre (compositeur)
Pour les articles homonymes, voir Marre (homonymie).
La Marre est un compositeur, instrumentiste et danseur français, actif à Paris dans le second tiers du XVIIe siècle.

## Biographie
Son prénom est encore inconnu. A-t-il un lien familial avec Nicolas Delamarre, qui signe dans deux associations orchestrales en 1604 et 1606, et qui est un des violons de la ville de Paris en 1620 ?
Est-il le « Monsieur de La Marre » à qui André de Rosiers, sieur de Beaulieu dédie son Eslite des Libertez en 1643 ? Rosiers déclare ne savoir « adresser ces airs à personne qui le mérite mieux que vous, puisqu’ils sont nés la plupart dans un temps où vos yeux ont servi de témoins à leurs enfantements » ; cela pourrait signifier soit que Rosiers était un élève de La Marre, soit que ce Monsieur de La Marre était un mécène (non identifié) de Rosiers.
Est-il encore ce Philippe de La Marre, joueur d’instruments, fils du laboureur Antoine de La Marre (natif de Bailleul près d’Arras), qui signe le 29 août 1649 son contrat de mariage avec Catherine Thomas, veuve du maçon Pierre Le Veau ? Il habitait alors rue des Égouts à Saint-Germain-des-Prés.
Est-ce le même « de Lamare », maître joueur d’instrument, demeurant rue Saint-Honoré, qui le 30 juillet 1650 suit le convoi de sa fille Elizabeth en la paroisse Saint-Germain-l’Auxerrois ?
Entre 1653 et 1666, notre La Marre compositeur apparaît dans quelques ballets royaux : ainsi en 1653 dans le Ballet royal de la nuit (1re partie : 12e et 13e entrées, 2e partie : 2e entrée, 3e partie : 10e entrée), ou en 1666 dans le Ballet des Muses (fin de la 3e entrée, et 5e entrée). Entre ces deux dates, il apparaît dans Les Noces de Thétis et Pelée (1654), lors de la réception donnée à la reine Christine à Essonne (1656), dans le Ballet des Plaisirs troublez (1658), dans le Ballet d'Alcidiane (1658) et dans Hercule amoureux (1662).

## Œuvres

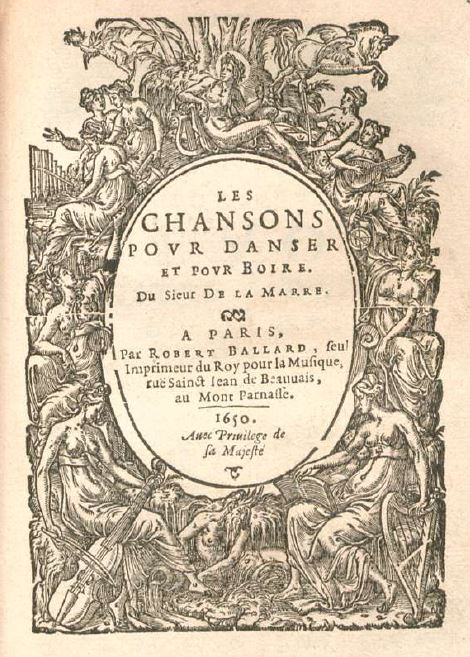
Les Chansons pour danser et pour boire de La Marre (Paris, 1650).

- Les Chansons pour danser et pour boire, du sieur de La Marre, Paris, Robert III Ballard, 1650, 1 vol. 8°, lire en ligne sur Gallica. Guillo 2003 n° 1650-D, RISM L 350. Dédicace à Monsieur Prévost, maître à danser de Louis XIV, et l'un de ses valets de chambre ordinaire, dans laquelle il prétend avoir travaillé à ses côtés. Contient 30 chansons pour danser à 1 voix, et 8 chansons pour boire à 2 voix.